# Kirche der Heiligen Muttergottes (Teheran)

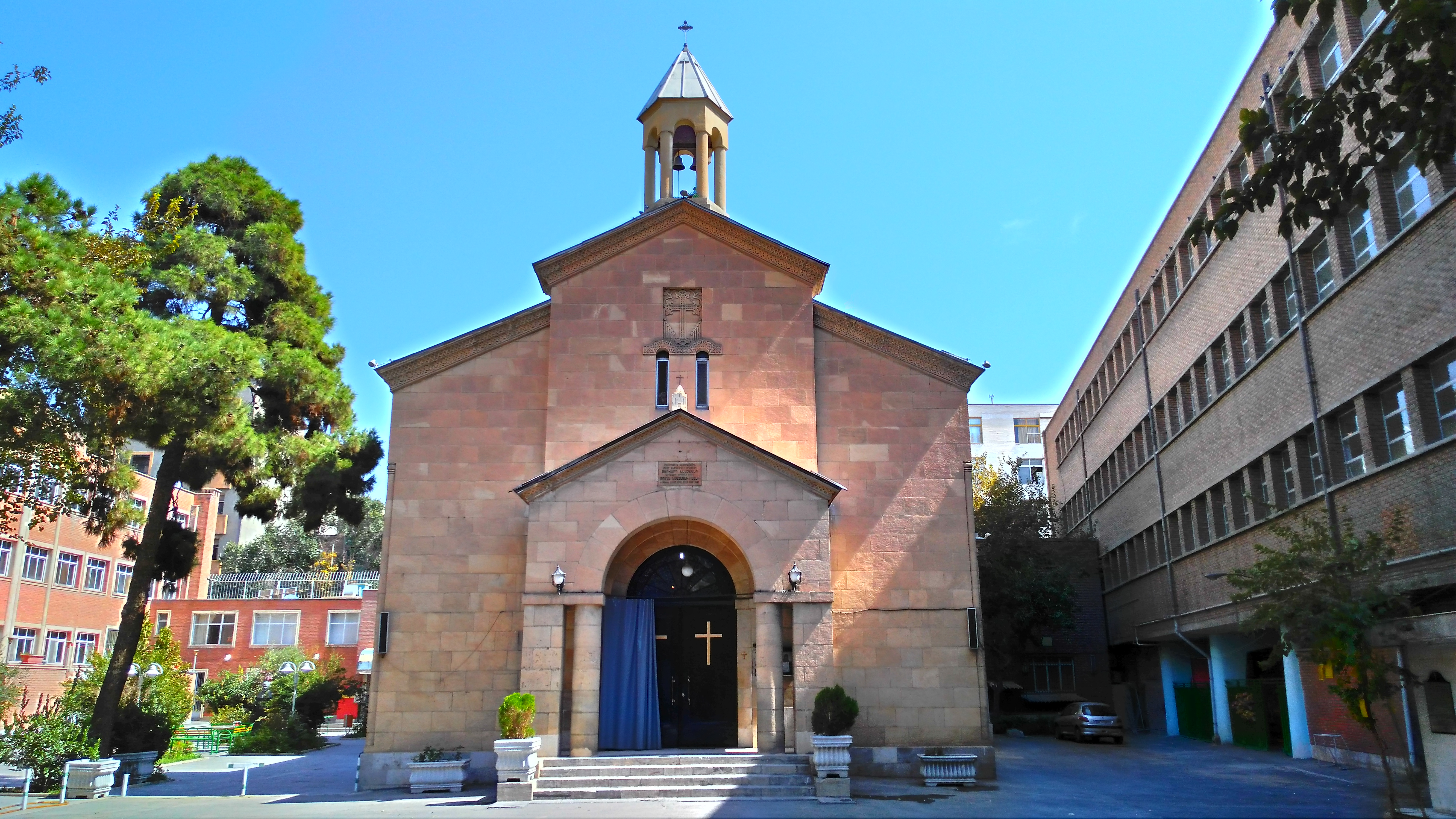
Surb Astwazazin in Teheran, 2015

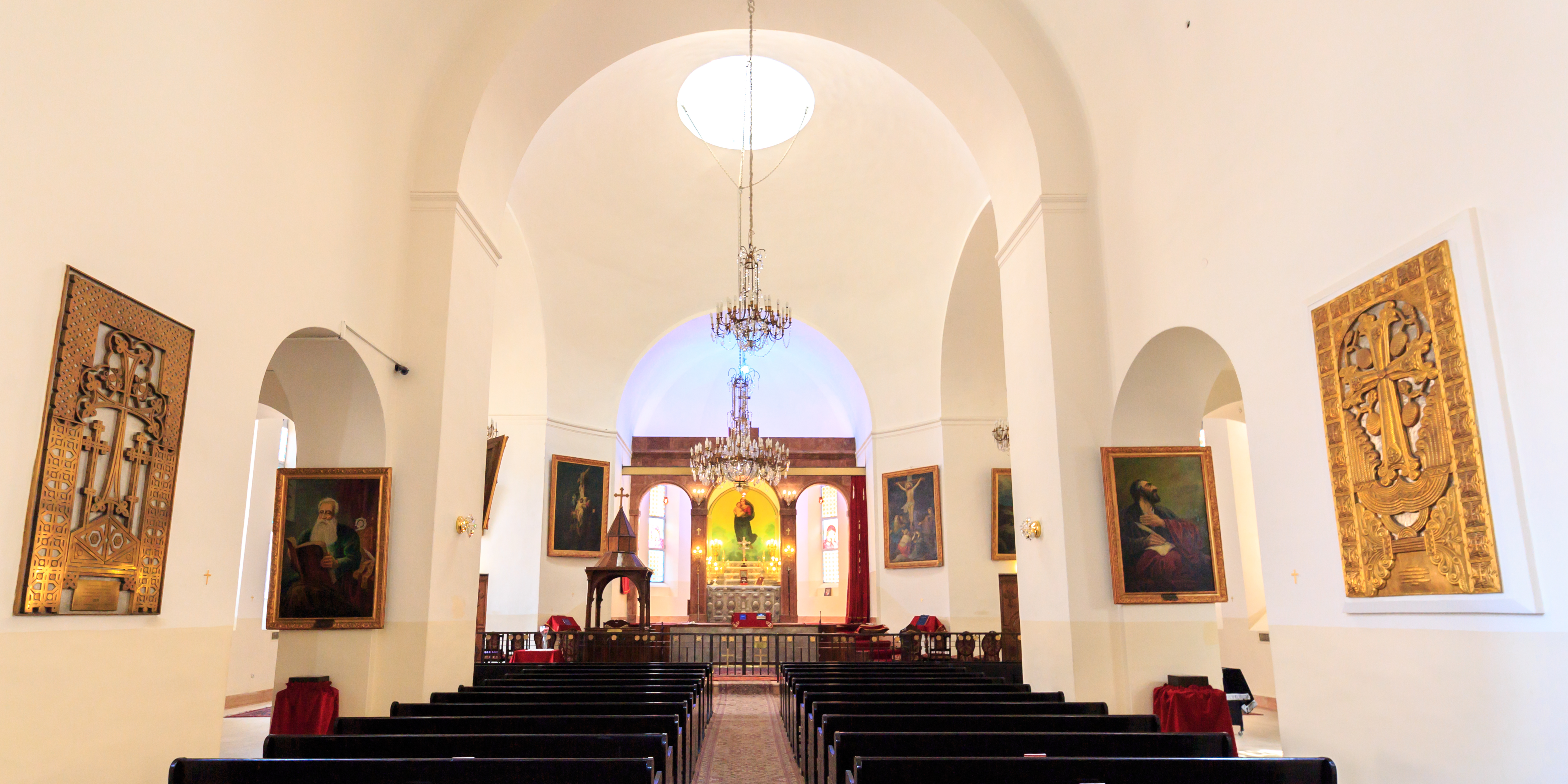
Innenraum

Die Kirche der Heiligen Muttergottes, auch Marienkirche (armenisch Սուրբ Աստվածածին եկեղեցի Surb Astwazazin jekeghezi, persisch کلیسای مریم مقدس Kelisā-ye Maryam-e Moghaddas), ist eine Kirche in der iranischen Hauptstadt Teheran, die im Jahre 1945 geweiht wurde. Sie gehört zur Diözese Teheran der Armenisch-Apostolischen Kirche und liegt im Teheraner Stadtzentrum.

## Standort
Die Kirche der Heiligen Muttergottes steht zwischen der Masud-e-Sad-Straße im Osten und der Mirza-Kutschak-Khan-Straße im Westen etwa 60 m nördlich der Dschomhuri-Allee im Stadtzentrum Teherans. Nördlich der Kirche stehen als Nachbargebäude ein armenisches Museum und eine armenische Primarschule, südlich der Kirche eine weitere Schule. An der Westseite der Mirza-Kutschak-Khan-Straße steht fast gegenüber der Kirche der Heiligen Muttergottes ein zoroastrischer Feuertempel, der Adrian- oder Adorian-Feuertempel.

## Geschichte
Während und nach der Zeit des Völkermordes an den Armeniern im Osmanischen Reich und nach dem Verlust ihrer Heimat an die Türkei fanden etwa 50.000 Armenier Zuflucht im Iran. Nach der Zerschlagung der Demokratischen Republik Armenien, der Errichtung der Armenischen SSR 1920 und den nachfolgenden Säuberungen unter Josef Stalin überquerten weitere Flüchtlinge aus Armenien die Grenze in den Iran, unter ihnen Nikolai Lauri aus Bergkarabach, der spätere Architekt der Teheraner Marienkirche. So nahm die Anzahl der Armenier – mehrheitlich Angehörige der armenischen apostolischen Kirche – in der iranischen Hauptstadt stark zu, und es zeigte sich die Notwendigkeit, eine neue Kirche zu bauen. Am 17. April 1937 kamen Mitglieder der armenisch-apostolischen Gemeinde in Teheran zusammen, und der armenische Architekt Nikolai Lauri wurde gebeten, einen Plan vorzustellen für die Errichtung einer neuen Kirche auf Grundlage eines Budgets von 60.000 Toman. Nikolai Lauri starb jedoch bereits 1939, und der Plan wurde von Nikolai Markow verwirklicht. Roman Isajan (in Russland Isajew genannt) finanzierte den Bau der Kirche, der 100.000 Toman kostete. Die Bauarbeiten begannen am 17. April 1938 unter Beteiligung zahlreicher Armenier und Geistlicher aus den Kirchen Teherans. Das Kirchengebäude war 1938 fertig, wurde aber erst 1945 von Karekin I. von Kilikien als Kirche der Heiligen Muttergottes (Surb Astvatsatsin) konsekriert.
Von 1945 bis 1960 war die Kirche der Heiligen Muttergottes Sitz der armenischen Diözese Teheran und Residenz des Erzbischofs, die aber später beide zur 1970 fertiggestellten neuen Sankt-Sarkis-Kathedrale verlegt wurden. Am 13. Februar 2002 wurde das Kirchengebäude von der iranischen Organisation für Kulturerbe und Fremdenverkehr als Kulturdenkmal unter der Nummer 7237 registriert.

## Architektur
Die ursprünglichen Baupläne der Kirche sind nicht erhalten, doch wurden die Architekten offensichtlich von der Architektur armenischer Kirchen aus dem siebten und zehnten Jahrhundert inspiriert. Die aus grauem Basaltstein gebaute Kirche hat eine Größe von 32,5 Meter mal 19,8 Meter und nimmt eine Fläche von etwa 550 m² ein. Wie andere armenische Kirchen hat sie die Form eines Kreuzes, und ihr Altarraum liegt an der Ostseite. Die Kirche hat zwei Kuppeln, eine größere und eine kleinere. Die Hauptkuppel ist mehr von byzantinischer als von armenischer Architektur beeinflusst. Der Haupteingang der Kirche befindet sich an der Westseite.